# 山下晃正
山下 晃正（やました あきまさ、1952年 - ）は、日本の地方公務員。京都府庁商工労働観光部長や、京都府企画理事等を経て、京都府副知事。

## 人物・経歴
1975年立命館大学理工学部卒業、京都府入庁。1997年中小企業総合センター経営部経営課長。2000年商工部産業推進課長。2002年商工部産業活力支援室長。2006年商工部次長。2007年商工部長。2008年商工労働観光部長。2010年企画理事兼商工労働観光部長。2011年企画理事（緊急経済対策・未来戦略担当）。2013年から太田昇の後任として副知事を務め、政策企画部、商工労働観光部、農林水産部、建設交通部、京都府公安委員会を担当し、移住条例の策定などにあたった。
2025年（令和7年）春の叙勲で瑞宝中綬章を受章した。